# 구스타보 디아스 오르다스
구스타보 디아스 오르다스 볼라뇨스(스페인어: Gustavo Díaz Ordaz Bolaños, 1911년 3월 12일 ~ 1979년 7월 15일)는 멕시코의 정치인으로 소속 정당은 제도혁명당이다. 1964년부터 1970년까지 멕시코의 대통령을 역임했다.
1937년 푸에블라 대학교 법학과를 졸업했으며 1940년부터 1941년까지 푸에블라 대학교 교수로 근무했다. 1942년부터 1945년까지 푸에블라주의 주지사를 역임했고 1946년부터 1952년까지 멕시코 상원 의원을 역임했다.
1958년부터 1964년까지 멕시코 내무부 장관으로 근무했으며 1964년부터 1970년까지 멕시코의 대통령을 역임했다. 대통령으로 재직 중이던 1968년에는 멕시코시티 하계 올림픽을 앞두고 있던 멕시코시티에서 일어난 틀라텔로코 참사에서 멕시코 정부가 반정부 시위대를 학살한 사건에 연루되었다는 비판을 받았다.

## 같이 보기
- 멕시코의 국가원수 목록